# 鳞斑鸫鹛
鳞斑鸫鹛（学名：Turdoides aylmeri），是画眉科鸫鹛属的一种，分布于索马里、肯尼亚、坦桑尼亚和埃塞俄比亚。全球活动范围约为852,000平方千米。该物种的保护状况被评为无危。
鳞斑鸫鹛的平均体重约为37.0克。栖息地包括种植园、亚热带或热带的（低地）干草原和亚热带或热带的（低地）干燥疏灌丛。